# GeneRally
GeneRally — аркадная гоночная игра, выпущенная 16 мая 2002 года. Написана программистами Ханну Рёбино (фин. Hannu Räbinä) и Юккой Рёбино (фин. Jukka Räbinä). Распространяется по принципу freeware.

## Системные требования
GeneRally предъявляет относительно низкие требования к ПК.
- Процессор 200 МГц или лучше
- ОЗУ 16 MB или более
- Свободное пространство на диске 2 MB
- DirectX-совместимая видеокарта, драйверы DirectX 8.0 или новее
- Windows 95 или новее
- Мышь
- клавиатура

Игра не адаптирована под Linux, однако её возможно запустить через альтернативу Windows API — WINE